# 常德历史
常德历史，常德在史书上有“吴蜀咽喉，滇黔户牖”的美称，是中国古代兵家必争之地。常德有人类活动的历史达到30万年，常德建城已经有2200余年历史，从春秋战国至今，常德发生过130余次战争，7次毁城，7次重建。

## 旧石器时代
前30万年，沅水、澧水的平原和山地地区，今澧县发现旧石器时代的遗址有40多处，有石器、石锤、石球等文物。

## 新石器时代
前9000年，新石器时代，原始人在常德已经可以制作石器和陶器，现今发掘出彭头山遗址。
前7000年，原始人使用河流里的卵石制作石斧、凿子和渔网坠，陶器可以生产饮食器皿，现今发掘出石门皂市下层文化。
前6500年，母系氏族开始出现，现今安乡汤家遗址。
前5000年，父系氏族开始出现，出现了石头制作的钻孔、切割的器具，现今安乡划城岗遗址。

## 商周
商朝和周朝，出现了镞、簪子、鱼钩、熔铜炉，现今发掘出商周遗址550多处。

## 春秋战国
春秋战国时期，出现了鸡叫城、菜菱城、宋玉城等，现今有战国墓一千多座。

## 秦朝
前277年（秦国昭襄王三十年，楚国顷襄王二十二年），蜀守张若“伐取巫郡及江南”，在今武陵区城东建立城池。秦朝统一中国之后，常德隶属于黔中郡，郡治地址在今临沅。

## 汉朝
西汉，汉高祖刘邦将黔中郡改名为武陵郡，取自“止戈为武，高平为陵”，归属荆州刺史管辖。
50年（建武26年），东汉光武帝时期，武陵郡的郡治从义陵（今淑浦）迁至临沅。
134年（汉顺帝阳嘉三年），荆州刺史迁至索县（今鼎城区）。

## 三国
三国时期，武陵郡归属于吴国，隶属于荆州。

## 晋朝
西晋，常德分属于武陵郡、天门郡、南平郡。

## 唐朝
唐朝，武陵、澧州隶属于江南西道。

## 宋朝
北宋初年，北宋将领李处耘前来朗州城镇压不愿归顺北宋的老百姓，朗州城老百姓及官吏恐慌，筹划驱逐李处耘的办法，最终决计纵火烧毁城池，李处耘攻下朗州城之后，下令士兵将逮捕的老百姓烹杀吃掉，李处耘因此被誉为“吃人将军”，朗州城被战火焚毁，也是常德第一次遭兵燹。
北宋夺取朗州后，将朗州改名为鼎州，将澧州改名为澧阳军州，隶属于荆湖北路。1117年（宋徽宗政和七年），鼎州的“鼎州团练”升为“常德军节度使”，名字来源《诗经·常武》“有常德以立武事”。
1165年（宋孝宗乾道元年），南宋将鼎州升为常德府。

## 元朝
元朝，常德府、澧阳军州被改为常德路、澧阳路，属于湖广行中书省江南北道。

## 明朝
1376年（明太祖朱元璋洪武九年），澧阳府降为澧州。
1643年（明朝崇祯十六年，清朝顺治元年），农民起义领袖李自成进攻常德，守城将领周晋得知后，纵火焚城抵抗，此为常德第二次兵燹。

## 清朝
清朝初年，李自成和湖广巡抚堵胤锡联合抗击清军，清朝派遣马进忠前来攻城，马进忠为了攻占城池，纵火焚城，此为第三次兵燹。13年后城池仍然没有恢复，当时诗人杨兆杰到此，作诗曰：“二陵有泪悲风雨，四月无人刈麦禾。”
1674年（清朝康熙十三年），吴三桂攻占常德，与清军展开对峙。1679年（康熙十八年），清军攻打常德，此时吴三桂已经逝世，他的部下无力抵抗清军，放火烧城之后逃走，此为第四次兵燹。
1729年（雍正七年），把澧州升为直隶州，常德府、直隶澧州属于岳常澧道。清朝末年，常德府辖区为武陵、桃源、龙阳、沅江，直隶澧州的辖区是石门、慈利、安乡、安福、永定。

## 中华民国
1914年（民国三年），湖南省政府撤销府、厅、州，保留道，岳常澧道改为武陵道，治所在常德。
1922年（民国十一年），湖南省政府撤销道，保留省和县，常德属于省管辖。
1926年（民国十五年），黔军军阀袁祖铭表面答应北伐，实际上按兵不动，北伐军想要解决这个后顾之忧，又恐伤及北伐军的元气，于是决定智取，1927年1月30日，北伐军将领周斓办酒席邀请袁祖铭赴宴年饭，并且在宴席上把袁祖铭击毙，袁祖铭的部下得知后，放火烧街，此为第五次兵燹。
1928年（民国十七年），北伐军将领唐生智和桂系白崇禧在常德展开激战，两方都在常德城内拆房子、筑堡垒、抢粮食、拉壮丁，放火焚城，此为第六次兵燹。
1935年（民国二十四年），中华民国国民政府在沅陵县建立湘西绥靖处，建立行政督察专员一职，该官职同时兼任县长。
1936年（民国二十五年），中华民国国民政府建立行政督察专员公署，石门、临澧、澧县划分到第二区。
1937年（民国二十六年），湖南省政府在湖南建立行政督察区，第二区管辖的地区包括：常德、华容、南县、安乡、沅江、汉寿、澧县、临澧、石门、慈利、桃源等，治所从慈利迁至常德。
1940年（民国二十九年），湖南省政府调整行政区划，第二区变动为第四区。
1943年（民国三十二年）冬天，大日本帝国侵华日军下令10万兵力扫荡湖南，中华民国在常德展开了“中国的斯大林格勒保卫战”的“常德会战”，常德城被日军焚毁，此为第七次兵燹。
1948年（民国三十七年），湖南省政府将第四区从常德迁至澧县。
1949年（民国三十八年）7月起，第四区被中国共产党领导的中国人民解放军攻下，当时中国共产党建立的湖南省人民政府派遣常澧专署管辖常德、华容、南县、安乡、澧县、临澧、慈利、桃源，并且中国共产党在各地建立人民政府。8月5日，中国共产党领导的常德市人民政府建立，8月15日，中国共产党领导的津市人民政府建立。8月28日，常澧区改名为“湖南省人民政府常德区行政专员公署”。

## 中华人民共和国
1952年11月13日，中华人民共和国政务院140号文件下达，益阳专区废除，益阳、汉寿、沅江、安化、桃江划入常德专区，常德专区管辖常德、华容、南县、安乡、澧县、临澧、慈利、桃源、益阳、汉寿、沅江、安化、桃江、津市。
1955年2月16日，湖南省人民政府把常德区行政专员公署改名为常德专员公署，人民政府改名为人民委员会。
1962年12月30日，中华人民共和国国务院424号文件下达，益阳专区重新建立，益阳、桃江、南县、沅江、华容、安化划入益阳专署。
1966年，毛泽东领导无产阶级文化大革命，3月，常德专署的权力剥夺，权力由常德专区生产领导小组执行。4月10日，常德专区生产领导小组废除，权力由常德专区抓革命促生产指挥部执行。
1968年2月28日，常德地区革命委员会建立，并且行使原常德专署的权力。3月开始，人民委员会陆续废除，建立革命委员会。
1979年3月24日，华国锋、叶剑英等一举粉碎四人帮之后，废除旧制，常德地区革命委员会废除，建立常德地区行政公署，11月起，各地废除革命委员会，重新建立人民政府。
1988年，中华人民共和国国务院撤销常德地区，建立常德市。4月18日，湖南省人民政府发出湘政函（1988）22号文件，常德地区和常德县废除，常德市改名为武陵区，常德县改名为鼎城区。